# Trichoderma minutisporum
Trichoderma minutisporum är en svampart som beskrevs av Bissett 1992. Trichoderma minutisporum ingår i släktet Trichoderma och familjen Hypocreaceae.   Inga underarter finns listade i Catalogue of Life.